# منتخب العراق العسكري لكرة القدم
منتخب العراق العسكري لكرة القدم هو المنتخب الممثل للعراق في المجلس الدولي للرياضة العسكرية (السيزم) وانضم للمجلس منذ عام 1952  وحقق العراق لقب بطولة كأس العالم العسكرية اربع مرات في اعوام 1972 و1977 و1979و2013.